# Banco Mundo Mujer
El Banco Mundo Mujer es un banco colombiano con sede en la ciudad de Popayán. Está mayormente enfocado a microcréditos, también esta enfocado en la igualdad de genero en términos de finanzas.

## Historia
En Popayán, en 1985 nació la Fundación Mundo Mujer como una Organización No Gubernamental (ONG), que con el paso de los años se convirtió en la entidad de microcrédito con mayor desarrollo económico y beneficio social de esta región y del país.
El 18 de diciembre del 2014 la entidad recibe la autorización de la Superintendencia Financiera de Colombia para operar como un banco, mediante la escritura pública numero 2951 de la notaria segunda de Popayán y desde febrero de 2015 comienza sus operaciones comerciales.
en 2022 y 2023 recibe múltiples reconocimientos por su labor social los cuales son: 
- Sello de Sostenibilidad ICONTEC Categoría: Origen
- Sello de Calidad de Educación Financiera
- Sello de sostenibilidad ICONTEC Categoría: Evolución
- Certificado de Sello de Calidad Nivel Único-Territorios.
- Certificado de Sello de calidad nivel II- Cat. Gestión de capacidades.